# ¡Viva Terlingua!
| Recensione | Giudizio |
| ---------- | -------- |
| AllMusic   | [ 2 ]    |

¡Viva Terlingua! è il quinto album discografico (primo live della sua discografia) di Jerry Jeff Walker, pubblicato dall'etichetta MCA nel 1973.
Il musicista è da qualche tempo ormai stabilitosi ad Austin nel Texas, dove da poco si è formato un movimento alternativo di country a quello più tradizionale di Nashville, chiamato outlaw country (letteralmente "country fuorilegge") e Jerry Jeff Walker ne subisce l'influenza, riscontrabile già in questo disco dal vivo.
L'album fu registrato nella dancehall di Luckenbach (Texas) il 18 agosto 1973. Secondo i resoconti e le testimonianze di alcuni componenti della band di Walker (The Lost Gonzo Band), nella sala erano presenti non più di trecento persone, che pagarono 1 dollaro a testa per assistere al concerto. Bob Livingston (bassista) asserì in seguito che per riempire ulteriormente la sala furono fatte entrare altre persone all'interno del locale, ignare di quello a cui stavano assistendo.

## Tracce
Lato A
1. Gettin' By – 4:10 (Jerry Jeff Walker)
2. Desperados Waiting for the Train – 5:50 (Guy Clark)
3. Sangria Wine – 4:15 (Jerry Jeff Walker)
4. Little Bird – 4:11 (Jerry Jeff Walker)
5. Get It Out – 3:39 (Jerry Jeff Walker)

Durata totale: 22:05
Lato B
1. Up Against the Wall Red Neck – 4:31 (Ray Wiley Hubbard)
2. Backsliders Wine – 3:33 (Michael Murphy)
3. Wheel – 6:00 (Jerry Jeff Walker)
4. London Homesick Blues – 7:45 (Gary Nunn)

Durata totale: 21:49

## Musicisti
The Lost Gonzo Band
- Jerry Jeff Walker - voce, chitarra acustica
- Gary P. Nunn - chitarra acustica, chitarra elettrica, accompagnamento vocale
- Gary P. Nunn - organo (brano: Wheel)
- Gary P. Nunn - voce solista (brano: London Homesick Blues)
- Craig Hillis - chitarra elettrica
- Herb Steiner - chitarra pedal steel
- Mickey Raipheld - armonica
- Kelly Dunn - organo
- Kelly Dunn - pianoforte elettrico (brano: Wheel)
- Mary Eagan - violino
- Robert Livingston - basso, accompagnamento vocale
- Michael McGeary - batteria, percussioni
- Joanne Vent - accompagnamento vocale, cori

Note aggiuntive:
- Michael Brovsky - produttore
- Registrato dal vivo a Luckenbach, Texas, 18 agosto 1973
- Martin Lennard - ingegnere della registrazione e del mixaggio
- Remixaggio effettuato al Advantage Sound di New York City
- Design e fotografie dell'album a cura della Tom Wilkes Productions Inc.
- Michael Brovsky - fotografie aggiunte

Ringraziamenti speciali:
- Bud Josserand
- Cathy e Geich di Luckenbach
- Gary Nunn
- Mary
- Joanie
- Nina[4]

## Classifica
Album
| Anno | Classifica    | Posizione raggiunta |
| ---- | ------------- | ------------------- |
| 1974 | Billboard 200 | 160                 |